# Modelo de Kaldor
El modelo de Nicolás Kaldor establece tres supuestos y tres condiciones de equilibrio idénticos al modelo Harrod Domar. Describe en este caso una economía donde no existe progreso técnico, la fuerza laboral crece a una tasa fija n y el nivel productivo está definido por coeficientes fijos.
La economía crece al igual que en el modelo de Harrod Domar a una tasa garantizada. En determinados casos, la tasa natural es igual a la tasa de beneficio. La solución es también exponencial. 

## Condiciones de equilibrio
Las condiciones de equilibrio son idénticas al modelo Harrod Domar.
| {\displaystyle \ a)K=vY}  |
| {\displaystyle \ b)dK=sY} |
| {\displaystyle \ c)L=uY}  |

## Distribución de la renta y tasa de beneficio
El modelo establece que la renta total se distribuye entre salarios y beneficios.
| {\displaystyle \ Y=W+P}            |
| {\displaystyle \ W=Y-P}            |
| {\displaystyle \ p={\frac {P}{K}}} |

Y es el producto, W es la masa salarial, P (inicial de "profit") es el beneficio, S es el ahorro total de la economía, y p es la tasa de beneficio por unidad de capital.

## Propensión marginal al ahorro
El ahorro puede realizarse a través de salarios o beneficios
| {\displaystyle \ S=Ws_{w}+s_{p}P} |

Establece dos propensiones marginales al ahorro, {\displaystyle s_{w}} y {\displaystyle s_{p}} entre los intervalos cero y uno. La primera expresión describe la propensión marginal al ahorro del salario, w de "wage" y la segunda la propensión marginal al ahorro del beneficio.

Si igualamos S=sY
| {\displaystyle \ Ws_{w}+s_{p}P=sY} |

Dividimos entre Y
| {\displaystyle \ {\frac {Ws_{w}+s_{p}P}{Y}}=s} |

Sustituimos W por su valor Y-P
| {\displaystyle \ {\frac {(Y-P)s_{w}+s_{p}P}{Y}}=s} |

Simplificamos términos comunes
| {\displaystyle \ {\frac {P}{Y}}(s_{p}-s_{w})+s_{w}=s} |

Esta expresión relaciona la propensión marginal al ahorro con el beneficio y la renta.

## Tasa e intervalo de beneficio
Kaldor incluye la tasa de beneficio en la propensión marginal al ahorro así
| {\displaystyle \ {\frac {Y}{K}}[{\frac {K}{Y}}{\frac {P}{Y}}(s_{p}-s_{w})+s_{w}{\frac {K}{Y}}]=s} |

Y obtiene al sustituir s en la solución 
| {\displaystyle \ {\frac {s}{v}}=n\Rightarrow [p(s_{p}-s_{w})+{\frac {s_{w}}{v}}]=n} |

Para calcular el máximo beneficio dentro del modelo introduce el valor mínimo de beneficio igual a cero y el valor máximo igual a la renta total Y.
| {\displaystyle \ 0\leq P\leq Y} |

Dividimos entre K
| {\displaystyle \ 0\leq {\frac {P}{K}}\leq {\frac {Y}{K}}} |

Utilizando 1/v=Y/K de las condiciones de equilibrio
| {\displaystyle \ 0\leq p\leq {\frac {1}{v}}} |

## Tasa de crecimiento según el beneficio
El modelo establece la misma solución que el modelo Harrod Domar
| {\displaystyle \ g={\frac {s}{v}}=n} |

Se produce un rango de tasas de crecimiento entre una tasa de beneficio nula y otra máxima.
| {\displaystyle \ p=0\Rightarrow n={\frac {s_{w}}{v}}}              |
| {\displaystyle \ p={\frac {1}{v}}\Rightarrow n={\frac {s_{p}}{v}}} |

De aquí deducimos el intervalo de la tasa natural de crecimiento
| {\displaystyle \ {\frac {s_{w}}{v}}\leq n\leq {\frac {s_{p}}{v}}} |

## Tasa garantizada y natural
Kaldor establece finalmente que la propensión marginal a ahorrar de la clase trabajadora es nula. En este caso {\displaystyle s_{w}=0}. Es inmediato comprobar que {\displaystyle s_{p}=1}. De esta forma llega a 
| {\displaystyle \ s_{w}=0\Rightarrow g=s_{p}p=n} |
| {\displaystyle \ s_{p}=1\Rightarrow g=p=n}      |

Si la propensión marginal al ahorro empresarial es la unidad, la tasa garantizada, la tasa natural y la tasa de beneficio tendrán el mismo valor.

## Críticas
El modelo defiende la tasa de beneficio como motor del crecimiento y combina dos axiomas de producción, uno deducible de la función de distribución y otro relacionado con una función de producción de coeficientes fijos o constantes descritos en las condiciones de equilibrio.
Kaldor desarrolló modelos donde existe progreso tecnológico. En el modelo denominado de generaciones de Kaldor acepta una función continua de progreso técnico. También es conocido por el llamado ciclo económico de Kaldor donde estudia el desfase entre ahorro e inversión.